# Nisshin
Nisshin (jap. 日進市 Nisshin-shi) – miasto w Japonii, w prefekturze Aichi, na wyspie Honsiu.
Wioska Nisshin powstała 10 maja 1906 roku przez połączenie wiosek Iwasaki, Hakusan i Kaguyama (z powiatu Aichi). Nazwa wioski została wybrana po sukcesie krążownika Nisshin podczas wojny rosyjsko-japońskiej. 1 stycznia 1951 roku Nisshin stało się miasteczkiem, a status miasta zdobyło 1 października 1994 roku.

## Położenie
Miasto leży w środkowej części prefektury i sąsiaduje z:
- Nagoja (Midori, Tempaku, Meitō)
- Toyota
- Miyoshi
- Nagakute
- Tōgō

## Populacja
Zmiany w populacji Nisshin w latach 1970–2015:
| Rok  | Populacja |
| ---- | --------- |
| 1970 | 21 486    |
| 1975 | 32 732    |
| 1980 | 41 024    |
| 1985 | 44 802    |
| 1990 | 50 335    |
| 1995 | 60 311    |
| 2000 | 70 188    |
| 2005 | 78 591    |
| 2010 | 84 178    |
| 2015 | 87 977    |

## Miasta partnerskie
- Stany Zjednoczone: Owensboro